# Hagen Stamm
Hagen Stamm (Berlino, 12 giugno 1960) è un ex pallanuotista tedesco, vincitore di una medaglia di bronzo alle Olimpiadi di Los Angeles 1984, di tre medaglie europee (due ori e un bronzo), di una Coppa del Mondo e di un bronzo mondiale. Dal 2000 al 2021 è stato allenatore della nazionale maschile tedesca. Dal 1979 al 1992 con lo Spandau (squadra di cui è presidente) ha vinto quattordici campionati tedeschi, dodici Coppe di Germania, sette Supercoppe nazionali, quattro Coppe dei Campioni e  due Supercoppe LEN.

## Biografia
È il padre del pallanuotista Marko Stamm, che ha partecipato alle Olimpiadi di Pechino 2008.